# Joey Silvera
Joey Silvera (Nueva York; 20 de diciembre de 1951) es un actor pornográfico y director de cine X estadounidense. 
Joey Silvera ha estado involucrado en la industria pornográfica estadounidense americano desde los años 1970 aparece en más de 1.000 vídeos. En los comienzos de los años noventa, Silvera empezó a dirigir vídeos para su propia compañía. Sus películas fueron primero distribuidas por Devil's Film, y más tarde fue invitado para unirse a John Stagliano en Evil Angel.
Es un miembro de los Salones de la Fama de AVN y XRCO.

## Premios
Como intérprete:
- 1984 XRCO Mejor Actor De Reparto por Asuntos Públicos[5][6]
- 1985 XRCO Mejor actor De Reparto por Ella es Tan Buena[5]
- 1987 AVN Mejor actor De Reparto - el vídeo para Ella es Tan Bien[7]
- 1987 AVN Mejor Escena de Sexo en pareja r - Vídeo para Culparlo encima Jengibre[7]
- 1988 AVN Mejor Escena de Sexo en pareja - Vídeo para Hecho en Alemania[7]
- 1993 AVN Mejor actor De Reparto - Película por Facedance 1 y 2[7]
- 1993 AVN Mejor Actor - Vídeo para El Partido[7]
- 1993 AVN Mejor Escena de Sexo en pareja - Vídeo para El Partido[7]
- 1994 XRCO Mejor Escena de Sexo en Grupo por Buttman[8]

Como director:
- 1996 XRCO Mejor Serie por Joey Silvera  Fila de Culata[8]
- 1997 AVN Mejor Serie Gonzo por Fila de Culata[7]
- 1999 AVN Mejor Escena Transsexual por El Gran Trasero de Ella - Aventura Masculina'[7]
- 1999 XRCO Mejor Serie Gonzo por Please[8]!
- 2000 AVN Mejor Escena Transsexual por Rogue Aventuras 3: El Gran Trasero de Ella - Aventura Masculina[7]
- 2000 XRCO Mejor Serie Gonzo por 'Please'[8]!
- 2001 AVN Mejor Gonzo Liberación para Please 12[7]
- 2001 AVN Mejor Gonzo Serie para 'Please'[7]!
- 2001 AVN Mejor Transsexual Liberación para Rogue Aventuras 3: Grande-Asno Ella-Aventura Macho 7[7]
- 2001 XRCO Mejor Gonzo Serie para Animales de Servicio[8]
- 2002 AVN Mejor Transsexual para Rogue Aventuras 13[7]
- 2003 AVN Mejor Transsexual para Rogue Aventuras 15[7]
- 2004 AVN Mejor Gonzo para Animales de Servicio[7]
- 2004 XRCO Mejor Gonzo Serie para Animales de Servicio[8]
- 2005 XRCO Mejor Gonzo Serie para Animales de Servicio[8]
- 2006 AVN Mejor Transsexual para Rogue Aventuras 24[7]
- 2006 XRCO Mejor Serie Gonzo para Animales de Servicio[9]
- 2007 AVN Mejor Transsexual Liberación para Rogue Aventuras 27[7]
- 2012 XBIZ Premio - Estreno Transsexual del Año para Ella-Policía Macho 2[10]
- 2012 XBIZ Premio - Transsexual Director del Año[10]
- 2014 XBIZ Premio - Transsexual Director del Año[11]
- 2015 XBIZ Premio - Transsexual Liberación del Año para Teta Grande Ella-Macho X 2[12]
- 2015 XBIZ Premio - Transsexual Director del Año[12]

## Libros Extranjeros
- Nicolas Barbano: Verdens 25 hotteste pornostjerner (Rosinante, Dinamarca 1999) ISBN 87-7357-961-0: Un capítulo acerca de él.